# Max Beckmann

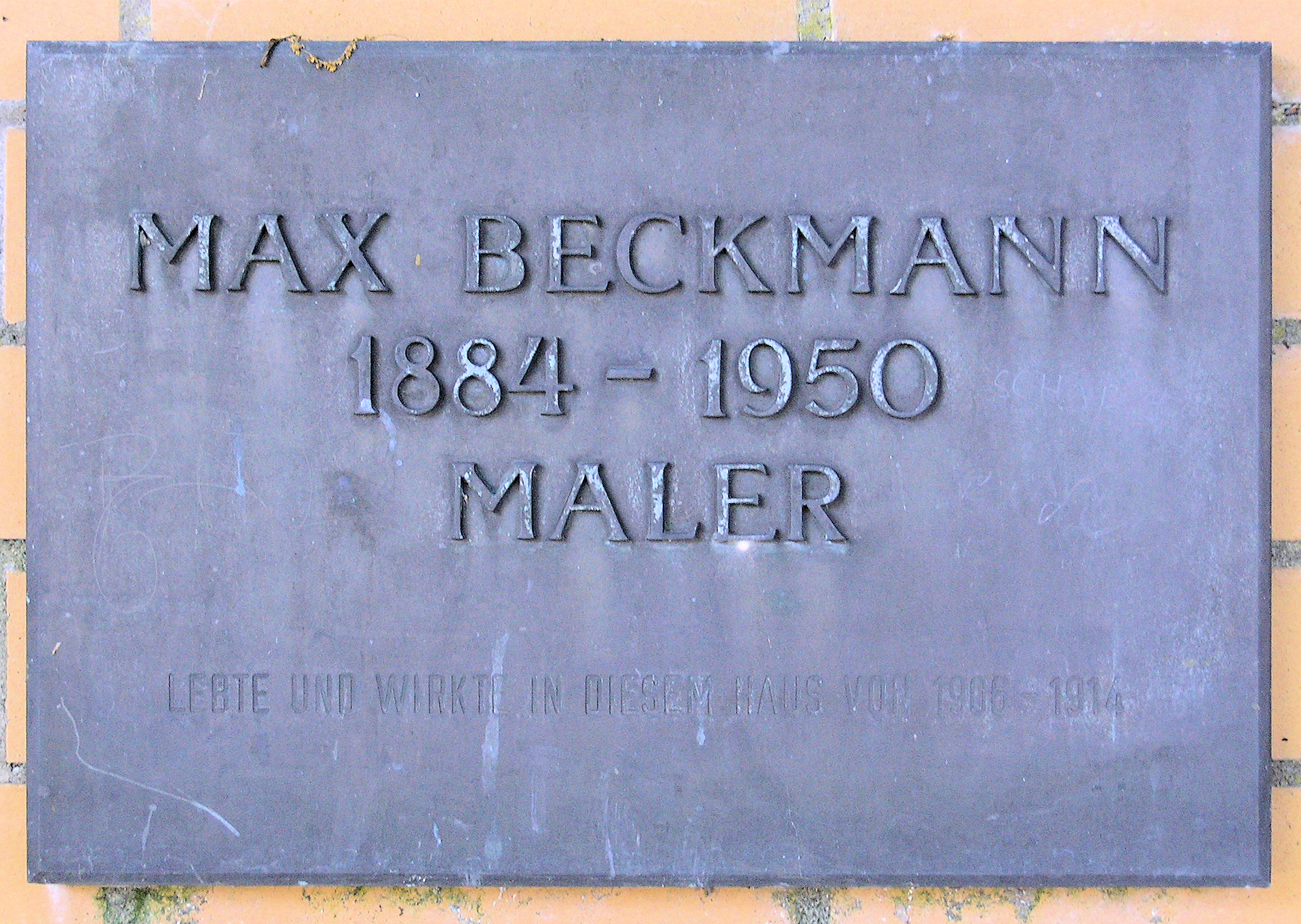
Gedenkplaat op het huis van Beckmann in Berlijn

Max Carl Friedrich Beckmann (Leipzig, 12 februari 1884 - New York, 27 december 1950) was een Duits expressionistisch kunstschilder.

## Biografie
In 1900 begon hij zijn schildersopleiding in Weimar. Vier jaar later vestigde hij zich in Berlijn en daar huwde hij in 1906 met Minna Tube. In 1894 verloor hij zijn vader, kort voor zijn huwelijk (september 1906) ook zijn moeder, hij trouwde een maand na haar overlijden. Hij vertrok als medisch vrijwilliger tijdens de Eerste Wereldoorlog eerst naar het Oost-Pruisisch front (1914), later naar Vlaanderen en Straatsburg (1915) waar hij mentaal instortte. Hij verhuisde van Berlijn naar Frankfurt, en werd daar bijzonder hoogleraar aan de Städelschule. In 1925 scheidde hij van Minna en huwde met zangeres Mathilde von Kaulbach, derde dochter van schilder Friedrich August Sigmund von Kaulbach en violiste Frida Schytte. Tijdens het einde van de jaren 20 had hij veel succes, had hij een goede positie als professor, en verschenen er publicaties over hem. In 1933 ontnamen de nazi's hem deze betrekking en werd hem een tentoonstellingsverbod opgelegd. Beckmann keerde vervolgens vanuit Frankfurt terug naar Berlijn. In 1937 werd zijn werk getoond op de beruchte in München gestarte en door Duitsland en Oostenrijk reizende tentoonstelling Entartete Kunst.
Al vanaf 1903 verbleef Beckmann ook regelmatig in Parijs, alwaar hij zich met de grote moderne schilders, met name Picasso, wilde meten. Het lukte hem echter niet om daar echt door te breken.
Hij ontvluchtte Duitsland in 1937 en vestigde zich in Amsterdam (1937-1947). Zijn atelier was gevestigd aan het Rokin, nummer 85. In Amsterdam kreeg hij niet veel erkenning, maar was hij wel productief. In de stad kwamen 280 schilderijen tot stand, ongeveer een derde van zijn totale oeuvre, waaronder de triptieken Acrobaten (1939), Perseus (1941), Toneelspelers (1942), en Carnaval (1943).
In 1947 vestigde hij zich in de Verenigde Staten. Zijn roem was hem al vooruitgesneld, en hij kreeg dan ook een warm onthaal. Vanaf september 1947 tot juni 1949 gaf hij les aan de Washington University in St. Louis. Hij had daar echter geen vaste aanstelling en na zijn tweede jaar in St. Louis had hij in januari 1949 de mogelijkheid les te gaan geven aan de Brooklyn Academy Museum School voor de komende herfst. Na het tweede jaar St. Louis gaf hij les in de zomer aan de Universiteit van Colorado te Boulder. Na een jaar New York gaf hij les aan Mills College in Oakland, CA. in de zomer van 1950. Tussendoor was hij zomer 1948 nog in Amsterdam om de visa te veranderen (waarschijnlijk permanent te maken) en de verhuizing van zijn bezittingen te regelen.
Beckmann had snel succes maar het is zijn oorlogservaring die hem zal tekenen. Vanaf 1915-16 werden zijn kleuren feller, zijn lijnen dikker, zijn onderwerpen grotesker. Carnaval (1920), Mooi, een park in Frankfurt (1921), De droom (1921) zijn slechts enkele van de overgangswerken die zullen leiden naar meesterwerken zoals de befaamde tryptieken Vertrek (1932-33), Acrobaten (1939) en De Argonauten (1949-50).
In 1950 won hij de Prix Conte-Volpi op de Biënnale van Venetië. Dat jaar ontving hij ook een eredoctoraat van de Washington University in St. Louis.

## Schilderstijl
Beckmann situeert zich tussen het expressionisme van Die Brücke (met onder meer Ernst Ludwig Kirchner en Erich Heckel) en de anekdotiek van de nieuwe zakelijkheid (Neue Sachlichkeit met Otto Dix en George Grosz).

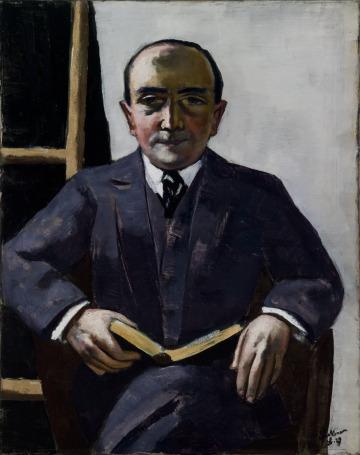
Portret van Curt Glaser, 1929, Saint Louis Art Museum
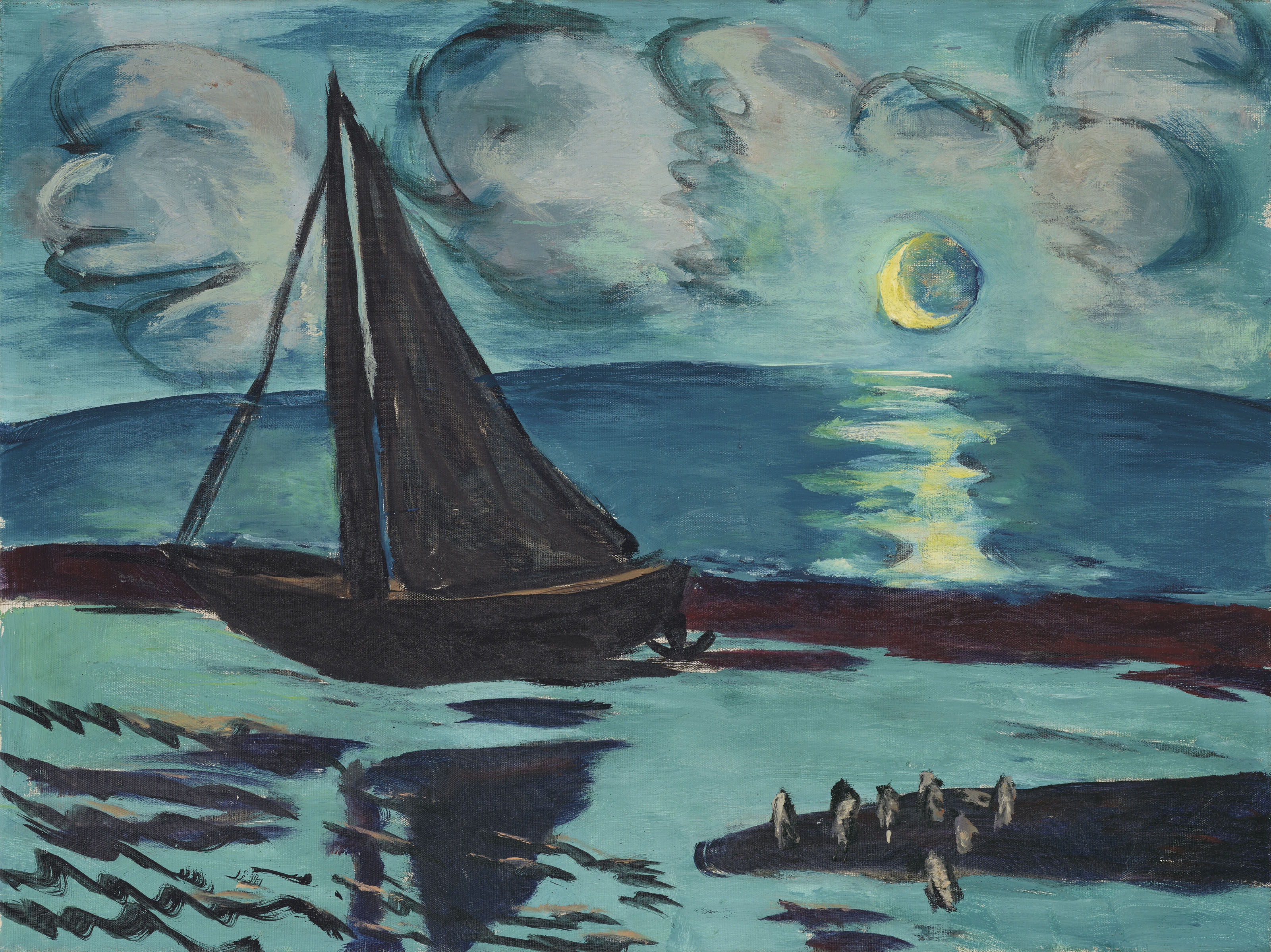
Maannacht aan zee, 1938
De Acrobaten, 1937-39, Saint Louis Art Museum
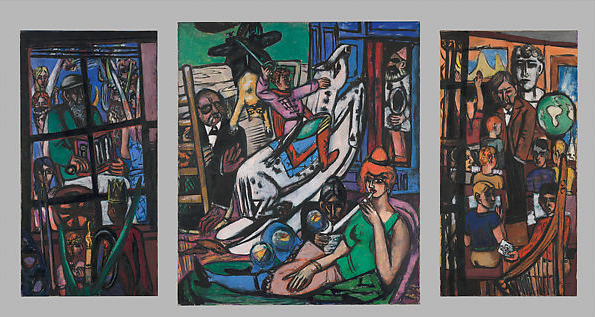
Het begin, 1946-49, Metropolitan Museum, New York
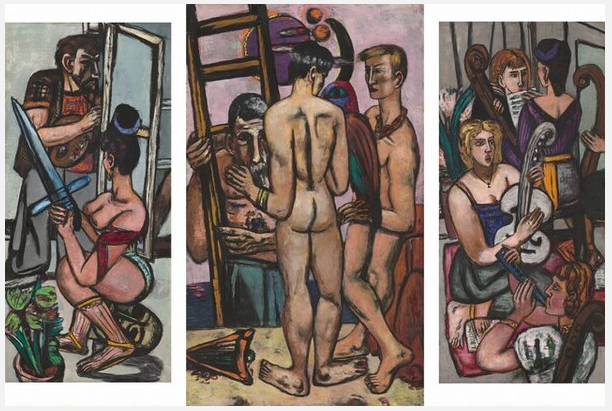
De Argonauten, 1949-50, National Gallery of Art, Washington

## Werk in openbare collecties (selectie)
- Museum Boijmans Van Beuningen, Rotterdam[1]
- Museum Ludwig, Keulen
- Städel Museum, Frankfurt am Main
- Stedelijk Museum Amsterdam[2]

## Tentoonstellingen (selectie)
Er waren tentoonstellingen in het Museum of Modern Art (1995) en  het Guggenheim Museum (1996) in New York, en in musea in Rome (1996), Valencia (1996), Madrid (1997), Zürich (1998). Het Saint Louis Art Museum had een tentoonstelling in (1998/1999), in München (2000). In 2002 was er een tentoonstelling in het  Centre Pompidou in Parijs en in het Tate Modern in London in 2003. In Frankfurt (2006), Amsterdam (2007) en Den Haag (2024). 
- Max Beckman in Amsterdam van 13 september 2007 t/m 6 januari 2008 in de Pinakothek der Moderne in München[5]
- The Watercolours and Pastels van 3 maart t/m 28 mei 2006 in de Schirn Kunsthalle in Frankfurt am Main[6]
- In 2007 organiseerde het Van Gogh Museum een tentoonstelling met werk van Beckmann uit de periode (van '37 tot '47) dat hij noodgedwongen in Amsterdam verbleef. Hoewel een derde van zijn oeuvre in deze tijd is gemaakt, bevindt er zich nauwelijks werk uit die tijd in een publieke collectie. Drie schilderijen van Beckmann zijn in het bezit van Nederlandse musea, waarvan twee uit zijn Nederlandse periode, waaronder het belangrijke werk Dubbelportret Max Beckmann en Quappi[7] uit 1941 (in het bezit van het Stedelijk Museum Amsterdam).
- The Liberation of the Palette in het Museum Ludwig in Keulen[8]
- Universum Max Beckmann in het Kunstmuseum Den Haag[9]